# Majetín
Majetín je obec v okrese Olomouc v Olomouckém kraji. Leží ve výšce 206 metrů. Žije zde přibližně 1 200 obyvatel a jeho katastrální území má rozlohu 950 ha. Nachází se asi deset kilometrů jihovýchodně od Olomouce a osm kilometrů severozápadně od Přerova, vede jím silnice propojující Brodek u Přerova a Krčmaň.
Obec byla oceněna Bílou stuhou v roce 2000, Zelenou stuhou v roce 2002, Modrou stuhou v roce 2004 a Zlatou stuhou v roce 2005 v soutěži Vesnice roku v Olomouckém kraji.

## Název
Název vesnice původně zněl Mojetín a byl odvozen od osobního jména Mojeta (ve starší podobě Mojata), což byla nejspíš domácká podoba některého jména začínajícího na Moj- (Mojmír, Mojdrah, Mojslav atd.), nebylo-li odvozeno rovnou od zájmena mój. Význam místního jména byl "Mojetův majetek". Ke změně samohlásky v první slabice došlo vlivem němčiny.

## Historie
První písemná zmínka o obci pochází z roku 1277 (Moiethin).

## Obyvatelstvo
| Rok            | 1869 | 1880  | 1890  | 1900  | 1910  | 1921  | 1930  | 1950  | 1961  | 1970  | 1980  | 1991 | 2001  | 2011  | 2021  |
| -------------- | ---- | ----- | ----- | ----- | ----- | ----- | ----- | ----- | ----- | ----- | ----- | ---- | ----- | ----- | ----- |
| Počet obyvatel | 938  | 1 035 | 1 099 | 1 210 | 1 254 | 1 178 | 1 301 | 1 197 | 1 134 | 1 064 | 1 033 | 962  | 1 042 | 1 100 | 1 148 |
| Počet domů     | 134  | 182   | 210   | 220   | 233   | 239   | 279   | 307   | 305   | 303   | 287   | 325  | 327   | 357   | 394   |

## Obecní správa

### Obecní symboly
Znak a vlajka byly obci uděleny rozhodnutím předsedy Poslanecké sněmovny Parlamentu České republiky dne 15. prosince 1998.

## Zajímavosti
V obci Majetín má svůj původ příjmení Meitner, které zde vzniklo jako místní židovské příjmení v souvislosti s patentem císaře Josefa II. (z června 1787 s platností od 1. ledna 1788). Z tohoto rodu Meitnerů pochází například malíř Jiří Meitner nebo jaderná fyzička Lise Meitnerová. Lze tedy říci, že na její počest pojmenovaný prvek meitnerium má jméno odvozené od obce Majetín. Protože Majetín neměl vlastní židovský hřbitov, byli židovští obyvatelé Majetína pohřbíváni na Židovském hřbitově v Tovačově.

## Galerie

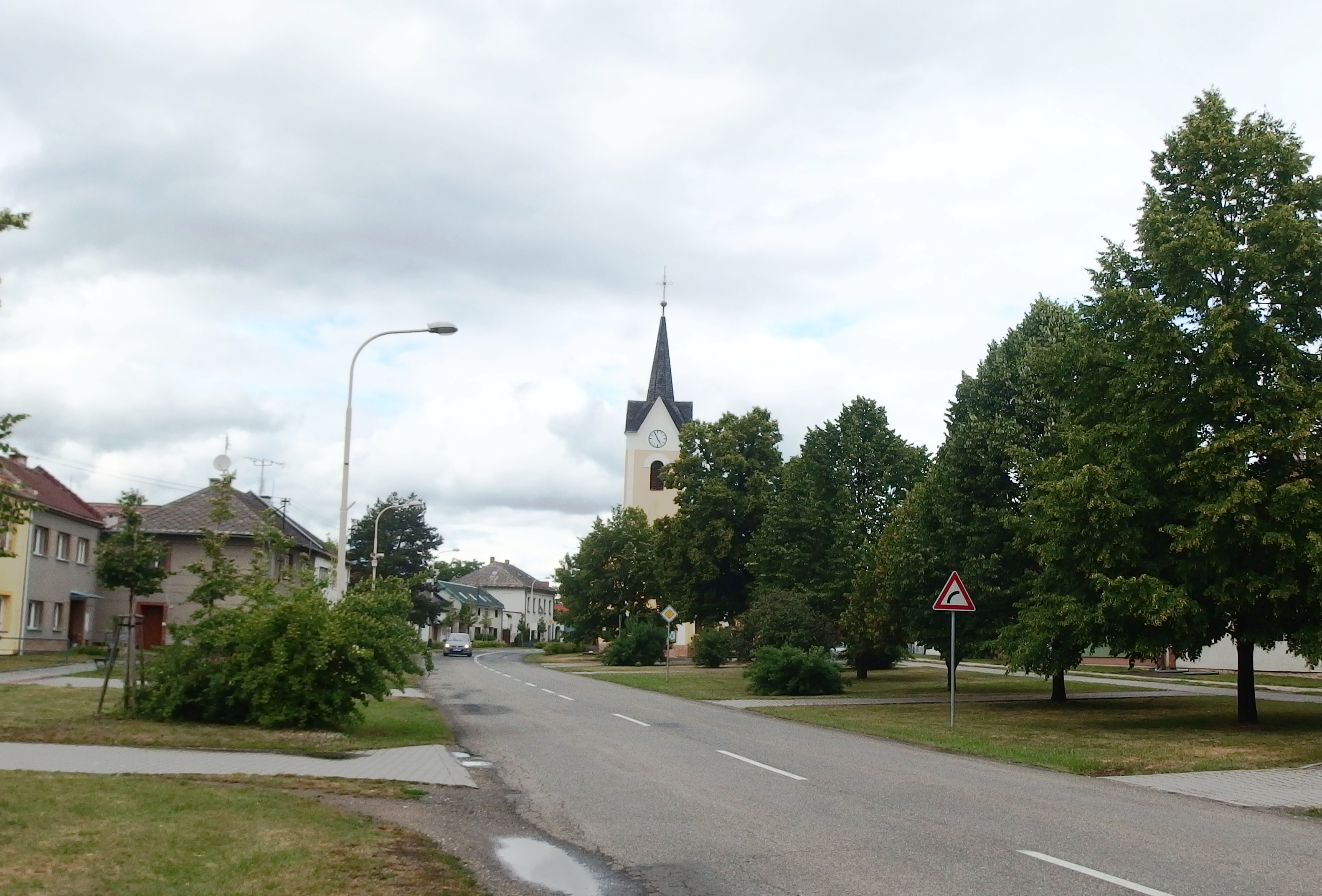
Náves
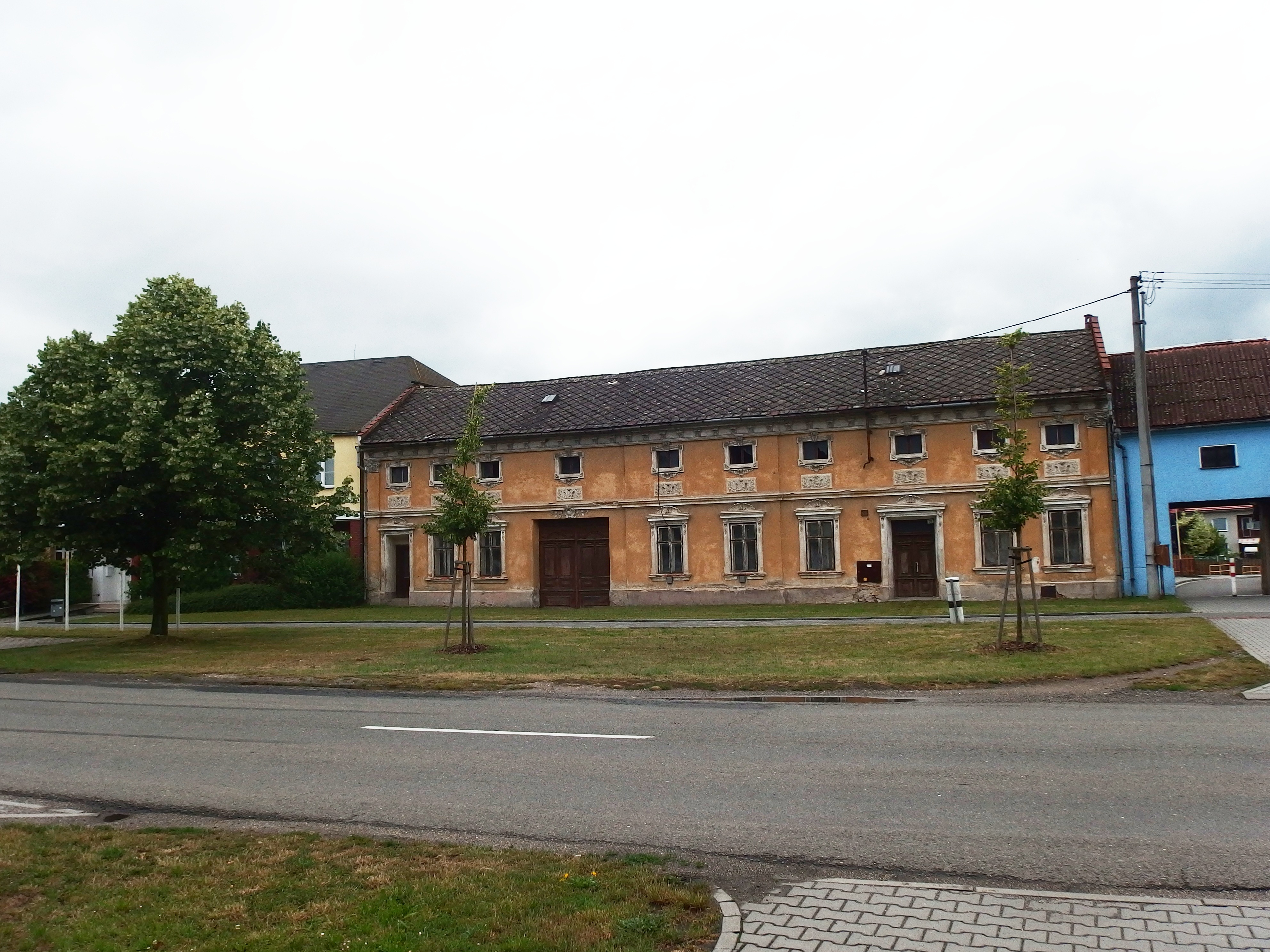
Dům č. p. 36 na návsi
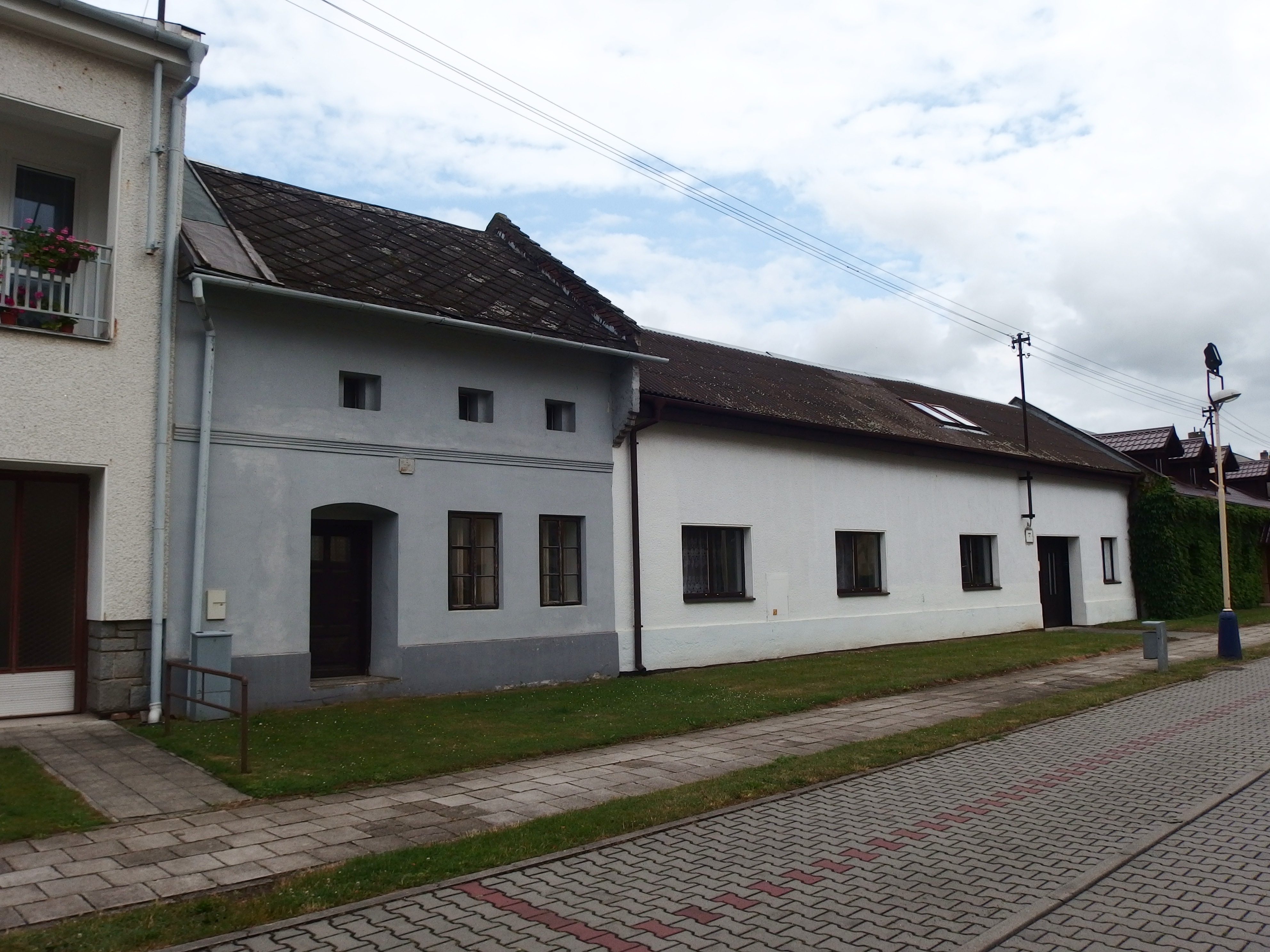
Starší zástavba na návsi
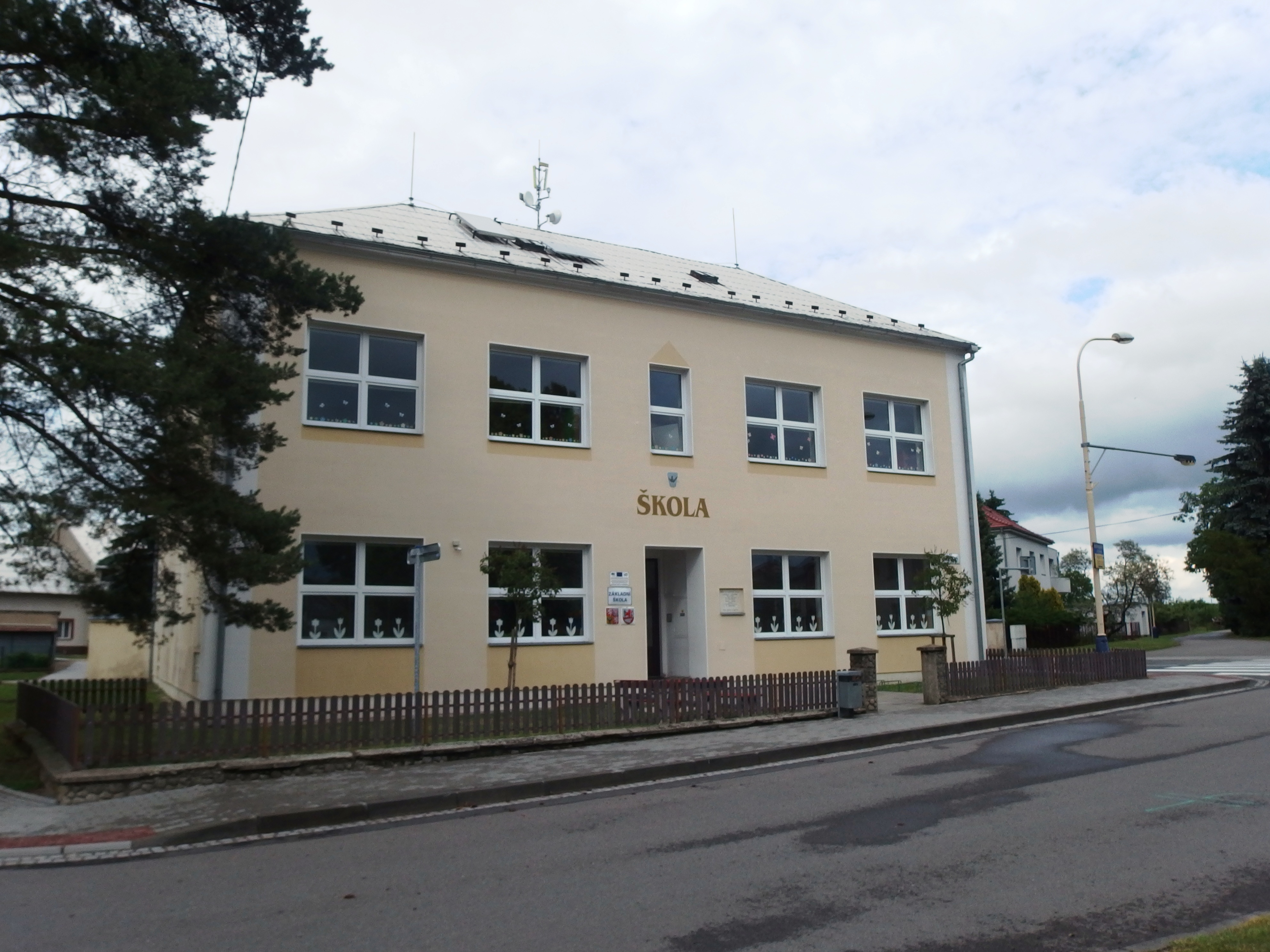
Základní škola
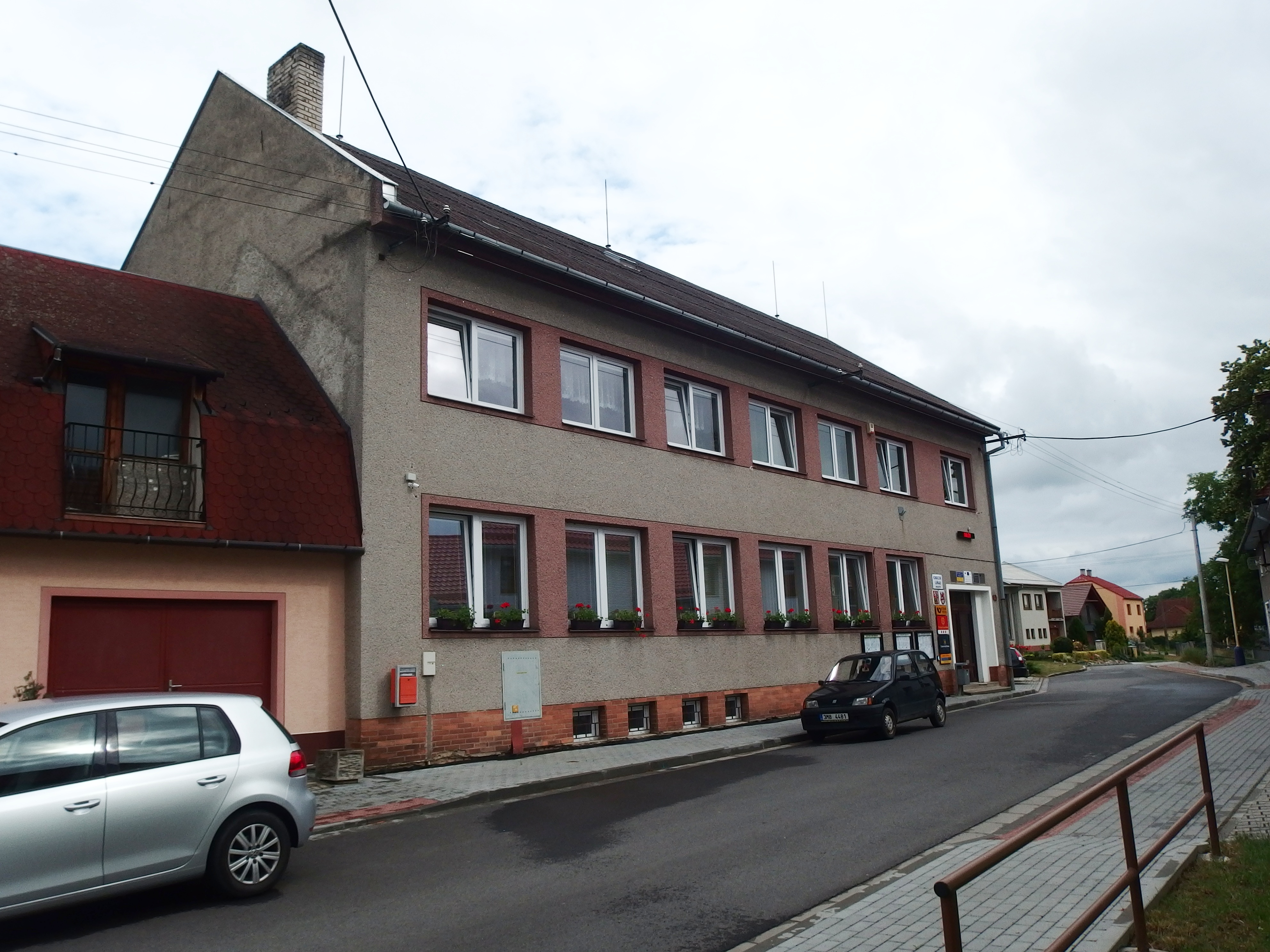
Obecní úřad

## Společenský život
Samospráva obce od roku 2016 vyvěšuje 5. července moravskou vlajku. 